# Reiner Kohler
Reiner Kohler (* 22. Dezember 1944 in Tuttlingen; † 18. Januar 1995 ebenda) war ein deutscher Schauspieler. Er schuf die Bühnenfigur Gordy Blanche. 

## Leben
Einem breiten Publikum bekannt wurde er Anfang der 1980er Jahre mit seinem Bühnenpartner Georg Preuße als Mary & Gordy, das bekannteste deutsche Travestiepaar.
1987 wurde das Duo mit der Goldenen Europa ausgezeichnet. Noch im selben Jahr musste es sich wegen eines Rückenleidens von Kohler, das weitere Bühnenauftritte unmöglich machte, auflösen.
Im Alter von 50 Jahren starb Kohler in seiner Heimatstadt an Krebs.

## Fernsehen
- Mary & Gordy-Shows: Spaß an der Verwandlung 1–3

## Fernsehfilme
- Mary & Gordy … auf dem Lande 1983
- Mary & Gordy Frau’n Frau’n Frau’n 1985